# 柳河町
柳河町（やながわまち）は、福岡県山門郡にあった町。現在の柳川市の一部。

## 地理
- 河川：沖端川[1]。

## 歴史
- 1889年（明治22年）4月1日 - 町村制の施行により、山門郡柳河市街29町（新町、東魚屋町、出来町、細工町、恵比須町、旭町、隅町、横山町、曙町、小道具町、北長柄町、南長柄町、椿春町、瀬高町、八軒町、常盤町、上町、中町、辻町、片原町、八百屋町、西魚屋町、鍛冶屋町、麹屋町、材木町、蟹町、外町、本船津町、新船津町）、筑紫村（一部、字元町）が合併して町制施行し、柳河町が発足[2][3]。
- 1908年（明治41年）- 電話施設設置[2]
- 1909年（明治42年）- 佐賀銀行柳河支店設置[2]
- 1927年（昭和2年）- 町上水道設置[2]
- 1932年（昭和7年）- 瀬高町を京町に改称[2]。
- 1947年（昭和22年）- 山門商工会議所設立[2]
- 1949年（昭和24年）5月28日 - 昭和天皇が町内に行幸（昭和天皇の戦後巡幸）[4]。
- 1951年（昭和26年）4月1日 - 山門郡城内村、沖端村、西宮永村、東宮永村、両開村と合併して柳川町を新設して廃止された[2][3]。